# 29e législature de la Colombie-Britannique

La 29e législature de la Colombie-Britannique a siégé de 1970 à 1972. Ses membres sont élus lors de l'élection générale de 1969 (en). Le Parti Crédit social de la Colombie-Britannique dirigé par W. A. C. Bennett forme un gouvernement majoritaire. Le Nouveau Parti démocratique de la Colombie-Britannique (NPD) de David Barrett forme l'opposition officielle.
William Harvey Murray est président de l'Assemblée durant l'ensemble de la législature.

## Membre de la 29elégislature
| Député | Député                        | Circonscription           | Parti         |
| ------ | ----------------------------- | ------------------------- | ------------- |
|        | Howard Richmond McDiarmid     | Alberni                   | Créditiste    |
|        | Frank Arthur Calder           | Atlin                     | Néo-démocrate |
|        | Francis Xavier Richter        | Boundary-Similkameen      | Créditiste    |
|        | Gordon Dowding                | Burnaby-Edmonds           | Néo-démocrate |
|        | Eileen Dailly                 | Burnaby North             | Néo-démocrate |
|        | James Gibson Lorimer          | Burnaby-Willingdon        | Néo-démocrate |
|        | Alexander Vaughan Fraser      | Cariboo                   | Créditiste    |
|        | William Kenneth Kiernan       | Chilliwack                | Créditiste    |
|        | James Roland Chabot           | Columbia River            | Créditiste    |
|        | Daniel Robert John Campbell   | Comox                     | Créditiste    |
|        | David Barrett                 | Coquitlam                 | Néo-démocrate |
|        | Robert Martin Strachan        | Cowichan-Malahat          | Néo-démocrate |
|        | Robert Wenman                 | Delta                     | Créditiste    |
|        | George Mussallem              | Dewdney                   | Créditiste    |
|        | Herbert Joseph Bruch          | Esquimalt                 | Créditiste    |
|        | Ray Gillis Williston          | Fort George               | Créditiste    |
|        | Philip Arthur Gaglardi        | Kamloops                  | Créditiste    |
|        | Leo Thomas Nimsick            | Kootenay                  | Néo-démocrate |
|        | Hunter Bertram Vogel          | Langley                   | Créditiste    |
|        | Isabel Dawson                 | Mackenzie                 | Créditiste    |
|        | Frank James Ney               | Nanaimo                   | Créditiste    |
|        | Wesley Drewett Black          | Nelson-Creston            | Créditiste    |
|        | Dennis Geoffrey Cocke         | New Westminster           | Néo-démocrate |
|        | Patricia Jordan               | North Okanagan            | Créditiste    |
|        | Dean Edward Smith             | North Peace River         | Créditiste    |
|        | David Maurice Brousson        | North Vancouver-Capilano  | Libéral       |
|        | Barrie Aird Clark             | North Vancouver-Seymour   | Libéral       |
|        | George Scott Wallace          | Oak Bay                   | Créditiste    |
|        | Cyril Morley Shelford         | Omineca                   | Créditiste    |
|        | William Harvey Murray         | Prince Rupert             | Créditiste    |
|        | Burton Peter Campbell         | Revelstoke-Slocan         | Créditiste    |
|        | Ernest A. LeCours             | Richmond                  | Créditiste    |
|        | Donald Leslie Brothers        | Rossland-Trail            | Créditiste    |
|        | John Douglas Tidball Tisdalle | Saanich and the Islands   | Créditiste    |
|        | Willis Franklin Jefcoat       | Shuswap                   | Créditiste    |
|        | Dudley George Little          | Skeena                    | Créditiste    |
|        | William Andrew Cecil Bennett  | South Okanagan            | Créditiste    |
|        | Donald Albert Marshall        | South Peace River         | Créditiste    |
|        | Ernest Hall                   | Surrey                    | Néo-démocrate |
|        | Harold James Merilees         | Vancouver-Burrard         | Créditiste    |
|        | Bert Price                    | Vancouver-Burrard         | Créditiste    |
|        | Herb Capozzi                  | Vancouver Centre          | Créditiste    |
|        | Evan Maurice Wolfe            | Vancouver Centre          | Créditiste    |
|        | Alexander Barrett MacDonald   | Vancouver East            | Néo-démocrate |
|        | Robert Arthur Williams        | Vancouver East            | Néo-démocrate |
|        | Grace Mary McCarthy           | Vancouver-Little Mountain | Créditiste    |
|        | Leslie Raymond Peterson       | Vancouver-Little Mountain | Créditiste    |
|        | Garde Basil Gardom            | Vancouver-Point Grey      | Libéral       |
|        | Patrick Lucey McGeer          | Vancouver-Point Grey      | Libéral       |
|        | Agnes Kripps                  | Vancouver South           | Créditiste    |
|        | Ralph Raymond Loffmark        | Vancouver South           | Créditiste    |
|        | William Neelands Chant        | Victoria                  | Créditiste    |
|        | Waldo McTavish Skillings      | Victoria                  | Créditiste    |
|        | Louis Allan Williams          | West Vancouver-Howe Sound | Libéral       |
|        | William Leonard Hartley       | Yale-Lillooet             | Néo-démocrate |

## Répartition des sièges
| Parti    | Parti         | Député(s) |
| -------- | ------------- | --------- |
|          | Crédit social | 38        |
|          | Néo-démocrate | 12        |
|          | Libéral       | 5         |
| Total    | Total         | 55        |
| Majorité | Majorité      | 21        |

## Élections partielles
Aucune élection

## Autre(s) changement(s)
- George Scott Wallace devient député indépendant le 17 août 1971[5]. Il se rallie aux Progressistes-conservateurs en janvier 1972.
- Donald Albert Marshall se joint aux Progressistes-conservateurs le 22 mars 1972[5].